# Murilo Domingos
Murilo Domingos ComMM (Jardinópolis, 21 de fevereiro de 1941 — Cuiabá, 2 de abril de 2019) foi um advogado, empresário e político brasileiro filiado ao Partido da República (PR, atual PL). Pelo Mato Grosso foi deputado federal, além de prefeito de Várzea Grande por dois mandatos, quando teve seu mandato cassado.

## Carreira política
Começou a carreira política em 1986 como membro do PTB.
Candidatou-se a prefeito de Cuiabá em 1992 pelo PRN, sendo derrotado por Dante de Oliveira ainda no primeiro turno. De volta ao PTB, concorreu a uma vaga de deputado federal em 1994, chegando a ser primeiro suplente. Entre 28 de março a 31 de julho de 1996, exerceu pela primeira vez o mandato de deputado federal, ocupando a vaga de Augustinho Freitas. Em 30 de outubro de 1996, reassumiu e efetivou-se, em virtude do indeferimento do registro da candidatura do deputado Augustinho Freitas. Foi reeleito deputado federal em 1998.
Em 1999, durante seu segundo mandato como deputado federal, Murilo foi admitido à Ordem do Mérito Militar no grau de Comendador especial pelo presidente Fernando Henrique Cardoso.
Em 2002, concorreu ao senado pelo Mato Grosso, sem lograr êxito. Deixou a Câmara dos Deputados em 31 de janeiro de 2003. 
Nas eleições de 2004, foi eleito prefeito de Várzea Grande pelo PPS, sendo reeleito em 2008 pelo PR. Foi afastado pela Justiça Federal em 2 de março de 2011. Reassumiu em 4 de maio de 2011, sendo afastado e posteriormente cassado pela Câmara Municipal de Várzea Grande. 
Sua última eleição foi em 2014, quando candidatou-se a um novo mandato de deputado federal, sem lograr êxito.  

## Morte
Internado desde o dia 31 de março de 2019, em decorrência de um acidente  em sua residência, Murilo esteve internado em uma UTI do Hospital Santa Rosa, para procedimentos cirúrgicos. A cirurgia realizada no domingo não conseguiu conter a hemorragia, vindo a falecer dia 2 de abril, segundo o irmão do político Toninho Domingos, o ex-prefeito faleceu em decorrência de traumatismo craniano e hemorragia cerebral, seu corpo foi velado na Capela Jardins Cuiabá e seu sepultamento na cidade de Ribeirão Preto no estado de São Paulo. 